# سربوی لیسیتسیان
سربوی استپانی لیسیتسیان (ارمنی: Սրբուհի Ստեփանի Լիսիցյան؛ انگلیسی: Srbui Stepanova Lisitsian؛ زاده ۲۷ ژوئن ۱۸۹۳ – درگذشته ۱۹۷۹) قوم‌نگار اهل ارمنستان شوروی که به خاطر توسعه روش ریاضی جدید برای توصیف رقص محلی به‌طور دقیق با استفاده از تکنیک‌های فیلم شناخته شده است.

## زندگی‌نامه
وی در ۲۷ ژوئن ۱۸۹۳ در تفلیس به دنیا آمد و استپان لیسیتسیان پدر وی بود. وی از دوره‌های عالیه بانوان در مسکو (۱۹۱۷) فارغ‌التحصیل گشت. همچنین برندهٔ جوایزی همچون نشان برجسته افتخار و دانشمند شایسته ارمنستان شوروی شده است. وی در ۱۹۷۹ در سن ۸۶ سالگی در ایروان درگذشت و در آرامستان مرکزی ایروان (توخماخ) به خاک سپرده شد.

## نگارخانه

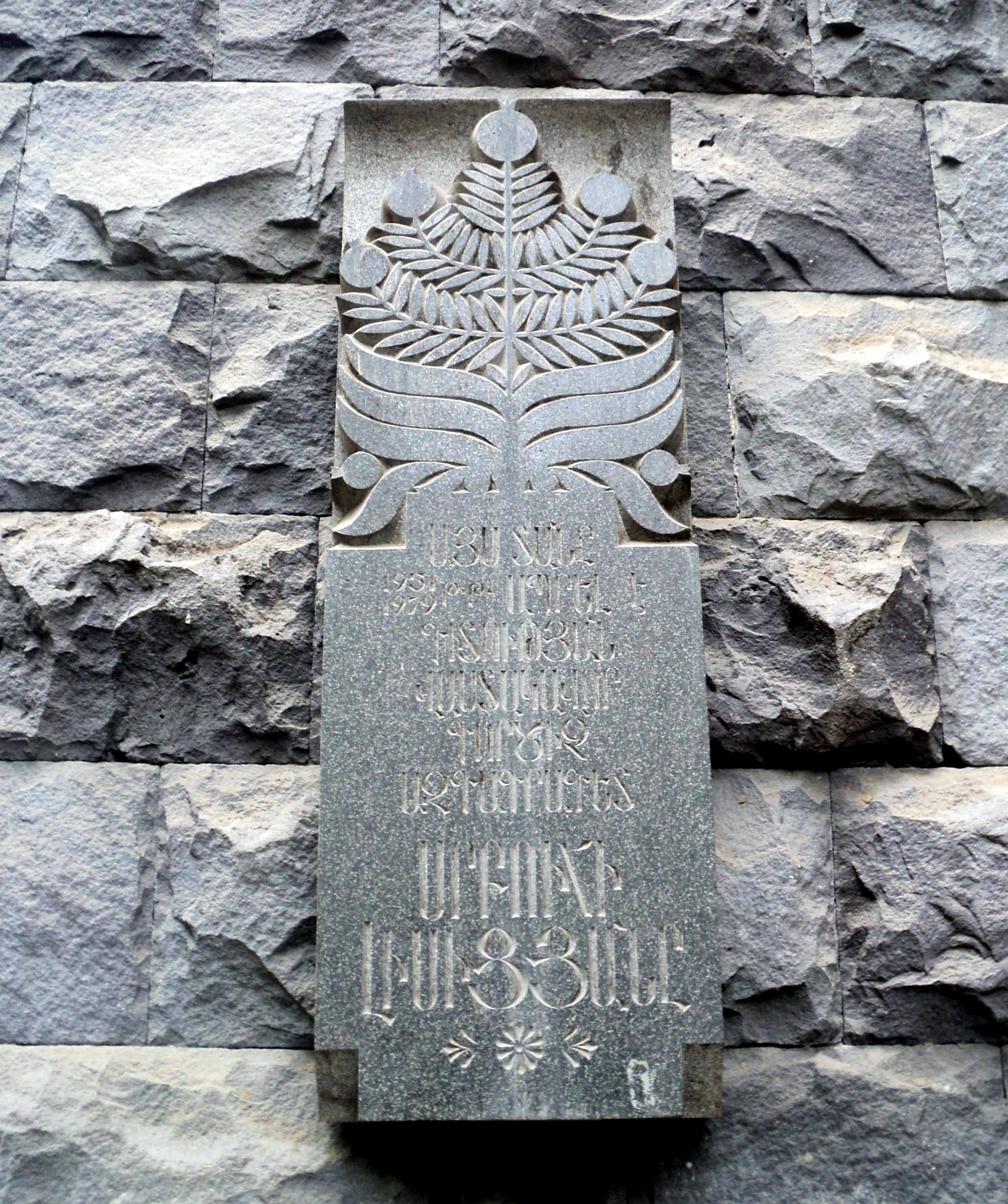

## یادداشت
1. ↑  hy:պատմական գիտությունների դոկտոր
2. ↑  Higher Courses for Women in Moscow